# لعلال (المفلحي)

تعديل مصدري - تعديل

لعلال هي إحدى قرى عزلة المفلحي بمديرية المفلحي التابعة لمحافظة لحج، بلغ تعداد سكانها 357 نسمة حسب تعداد اليمن لعام 2004.